# Antonio Zacarías
Antonio Zacarías Medina o Antonio Zacarías (13 de junio de 1991, Veracruz, Veracruz, México) es un futbolista mexicano, que juega como Defensa en Tigres de la Primera división mexicana. En diciembre de 2010 fue convocado por la Selección Mexicana Sub-20 para disputar la Copa Córdoba Internacional Sub-20 2010 celebrada en Córdoba, Argentina al lado de sus compañeros de equipo Israel Jiménez y Alan Pulido. El 4 de enero del 2011 fue oficialmente presentado ante la prensa con su equipo, en el cual surgió de la cantera Tigres UANL.

## Clubes
| Club                    | País   | Año         |
| ----------------------- | ------ | ----------- |
| Tigres UANL             | México | 2008 - 2009 |
| Guerreros de Hermosillo | México | 2009 - 2010 |
| Tigres UANL             | México | 2011 -      |

## Palmarés
| Título Apertura 2011 | Club | Club Tigres UANL | {bandera de México} | Año 2011 |